# Station Steenwerck
Station Steenwerck is een spoorwegstation in de Franse gemeente Steenwerk. Het wordt bediend door 3 lijnen van de TER-Nord-Pas-de-Calais in de richtingen Rijsel (Lille) enerzijds en Hazebroek-Calais/Duinkerke anderzijds.